# Должностное лицо
Должностное лицо — лицо, осуществляющее по назначению или по результатам выборов функции представителя власти, постоянно, временно или в соответствии со специальными полномочиями занимающее в государственных учреждениях, предприятиях, организациях, партиях, общественных учреждениях, организациях и формированиях должности, связанные с выполнением организационно-распорядительных или административно-хозяйственных обязанностей.

## Во Франции
В средневековой Франции должностным лицом был Прево.

## В России
В России, царского и имперского периодов, должностными лицами например были Голова, Секретарь, и так далее.

### Советский период
…должностные лица… должны удовлетворять следующим условиям: во-первых, они должны быть рекомендованы несколькими коммунистами; во-вторых, они должны выдержать испытание на знание нашего госаппарата; в-третьих, они должны выдержать испытание на знание основ теории по вопросу о нашем госаппарате, на знание основ науки управления, делопроизводства и т. д.— В. И. Ленин, «Лучше меньше, да лучше» // Полн. собр. соч. (ПСС), т. 45, стр. 402 — 405

### Современный период
1. 1. Должностными лицами в статьях уголовного кодекса Российской Федерации (России) признаются лица, постоянно, временно или по специальному полномочию осуществляющие функции представителя власти либо выполняющие организационно-распорядительные, административно-хозяйственные функции в государственных органах, органах местного самоуправления, государственных и муниципальных учреждениях, государственных корпорациях, государственных компаниях, государственных и муниципальных унитарных предприятиях, акционерных обществах, контрольный пакет акций которых принадлежит Российской Федерации, субъектам Российской Федерации или муниципальным образованиям, а также в Вооруженных Силах Российской Федерации, других войсках и воинских формированиях Российской Федерации.
  2. Под лицами, занимающими государственные должности Российской Федерации, в статьях настоящей главы и других статьях настоящего Кодекса понимаются лица, занимающие должности, устанавливаемые Конституцией Российской Федерации, федеральными конституционными законами и федеральными законами для непосредственного исполнения полномочий государственных органов.
  3. Под лицами, занимающими государственные должности субъектов Российской Федерации, в статьях настоящей главы и других статьях настоящего Кодекса понимаются лица, занимающие должности, устанавливаемые конституциями или уставами субъектов Российской Федерации для непосредственного исполнения полномочий государственных органов.
  4. Государственные служащие и служащие органов местного самоуправления, не относящиеся к числу должностных лиц, несут уголовную ответственность по статьям настоящей главы в случаях, специально предусмотренных соответствующими статьями.

Вышеприведённое определение относится к уголовному праву, в  КоАП России (в примечании к статье 2.4) даётся несколько отличное и более широкое определение должностного лица:
Под должностным лицом в настоящем Кодексе следует понимать лицо, постоянно, временно или в соответствии со специальными полномочиями осуществляющее функции представителя власти, то есть наделенное в установленном законом порядке распорядительными полномочиями в отношении лиц, не находящихся в служебной зависимости от него, а равно лицо, выполняющее организационно-распорядительные или административно-хозяйственные функции в государственных органах, органах местного самоуправления, государственных и муниципальных организациях, а также в Вооруженных Силах Российской Федерации, других войсках и воинских формированиях Российской Федерации. Совершившие административные правонарушения в связи с выполнением организационно-распорядительных или административно-хозяйственных функций руководители и другие работники иных организаций, а также совершившие административные правонарушения, предусмотренные статьями 13.25, 14.24, 15.17 — 15.22, 15.23.1, 15.24.1, 15.29 — 15.31, частью 9 статьи 19.5, статьей 19.7.3 настоящего Кодекса, члены советов директоров (наблюдательных советов), коллегиальных исполнительных органов (правлений, дирекций), счётных комиссий, ревизионных комиссий (ревизоры), ликвидационных комиссий юридических лиц и руководители организаций, осуществляющих полномочия единоличных исполнительных органов других организаций, несут административную ответственность как должностные лица. Лица, осуществляющие функции члена конкурсной, аукционной, котировочной или единой комиссии, созданной государственным или муниципальным заказчиком, уполномоченным органом, совершившие административные правонарушения, предусмотренные статьями 7.29 — 7.32 настоящего Кодекса, несут административную ответственность как должностные лица. Лица, осуществляющие предпринимательскую деятельность без образования юридического лица, совершившие административные правонарушения, несут административную ответственность как должностные лица, если настоящим Кодексом не установлено иное.